# Ігієл
Ігієл (рум. Ighiel) — село у повіті Алба в Румунії. Входить до складу комуни Ігіу.
Село розташоване на відстані 279 км на північний захід від Бухареста, 10 км на північний захід від Алба-Юлії, 70 км на південь від Клуж-Напоки.

## Населення
За даними перепису населення 2002 року у селі проживали 994 особи, усі — румуни. Усі жителі села рідною мовою назвали румунську.